# سیارک ۳۱۲۶
سیارک ۳۱۲۶ (به انگلیسی: 3126 Davydov، نامگذاری:1969TP1) سه هزار و صد و بیست و ششمین سیارک کشف شده‌است که در ۸ اکتبر ۱۹۶۹ کشف شد.
قدر مطلق سیارک برابر ۱۱٫۵۰ است.